# Vladimir Jaščenko
Vladimir Iljič Jaščenko (rusky Владимир Ильич Ященко; 12. ledna 1959, Záporoží, Ukrajinská SSR – 30. listopadu 1999, tamtéž) byl sovětský atlet ukrajinské národnosti, mistr Evropy a dvojnásobný halový mistr Evropy ve skoku do výšky.

## Kariéra
Svůj výškařský talent poprvé výrazně předvedl v roce 1977. 2. června v americkém Richmondu překonal 233 cm, čímž vytvořil nový světový rekord, když vylepšil o jeden centimetr výkon Američana Dwighta Stonese.
20. srpna téhož roku vybojoval výkonem 230 cm zlatou medaili na juniorském mistrovství Evropy v Doněcku. Druhý Andre Schneider-Laub ze Západního Německa překonal 220 cm a bronz bral za 214 cm Ital Alessandro Brogini.
12. března 1978 vybojoval v Miláně na halovém ME zlatou medaili. Ve finále překonal stylem stredl 235 cm, čímž si vytvořil nový osobní a halový světový rekord. Stříbro bral Rolf Beilschmidt z NDR za 229 cm.
16. června 1978 v Tbilisi vylepšil vlastní světový rekord pod širým nebem na 234 cm. Jaščenko zůstává posledním světovým rekordmanem, který skákal stredlem. Jeho rekord později překonal Polák Jacek Wszoła v květnu roku 1980, který již používal styl flop. V roce 1978 se stal v Praze na stadionu Evžena Rošického mistrem Evropy, když ve finále rovněž překonal 230 cm.

### Zranění a závěr
V roce 1979 obhájil ve Vídni výkonem 226 cm titul halového mistra Evropy. Při přípravě na Světový pohár v Tokiu si Jaščenko přetrhl kolenní vazy. V srpnu 1979 podstoupil neúspěšnou operaci kolena odrazové nohy. Zdravotní problémy ho pronásledovaly i v následujících letech a kvůli nim se také nedostal na letní olympijské hry v roce 1980 v Moskvě. Následovala série operací v Sovětském svazu i v zahraničí, po kterých už Jaščenko nedosáhl bývalé výkonnosti. V roce 1983 dokázal skočit pouhých 210 cm, poté se přestal sportem zabývat.
Zemřel ve věku 40 let, po mnohaletých problémech s alkoholem na jaterní cirhózu.

## Osobní rekordy
- hala – 235 cm – 12. března 1978, Milán
- dráha – 234 cm – 16. června 1978, Tbilisi